# Gallarate
Gallarate ist eine italienische Gemeinde (comune) in der Provinz Varese in der Region Lombardei.

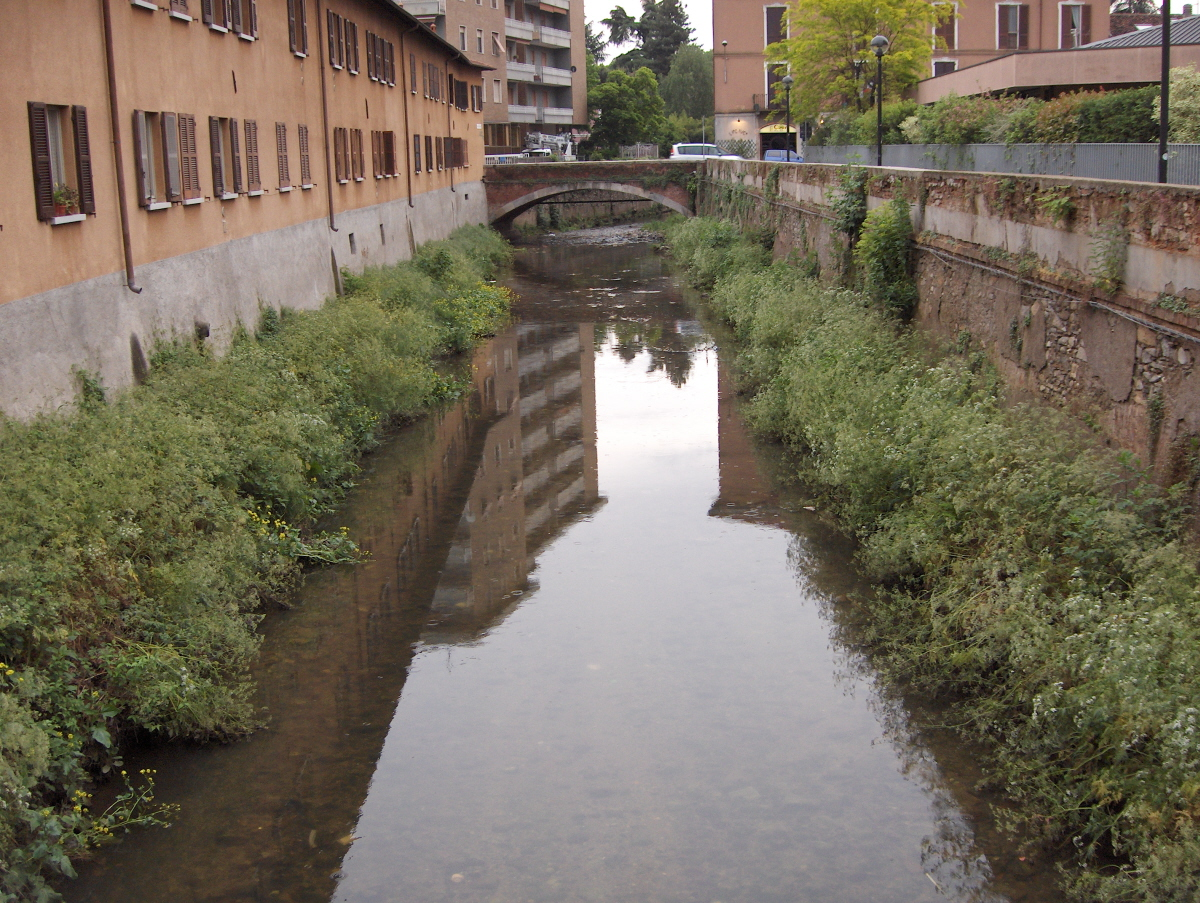
Giessbach Arno (Arnetta)

## Geographie
Gallarate liegt 19 Kilometer südlich von Varese. Durch den Ort fließt der Giessbach Arno, auch Arnetta genannt. Die Gemeinde bedeckt eine Fläche von 20,97 km². Zu Gallarate gehören die Ortsteile Arnate, Cajello, Cascinetta, Cedrate, Crenna, Madonna in Campagna, Moriggia, Ronchi und Sciarè. Die Nachbargemeinden sind Arsago Seprio, Besnate, Busto Arsizio, Cardano al Campo, Casorate Sempione, Cassano Magnago, Cavaria con Premezzo und Samarate.
Die Gemeinde verfügt über eine Autobahnanschluss zur A8. Der Flughafen Mailand-Malpensa liegt etwa fünf Kilometer westlich von der Stadt.
Die Einwohner arbeiten in der Industrie und auf dem nahe gelegenen Flughafen Mailand-Malpensa.

## Geschichte
Unter römischer Herrschaft wurde Gallarate Teil der Provinz Gallia cisalpina. Von Gallarate aus passierte man die alte Konsularstraße Via Severiana Augusta, die Mailand mit Verbano am Lago Maggiore verband. Aus administrativer Sicht war die Gemeinde Teil der Regio XI Transpadana. Von Galleratum, so ihr lateinischer Name, führte die Gallaratesestraße, eine römische Straße, die Novaria (das heutige Novara) mit Comum (Como) verband, nach Sibrium (Castelseprio).
Im Jahr 974 wurde von einer loco et fundo Galerate gesprochen. Als Bischof Ottone Visconti 1287 Castelseprio zerstörte, wurde Gallarate zum Sitz des Kapitäns, und des Stellvertreters von Seprio, als die Mailänder 1292 das Dorf in Besitz nahmen. Daraus erzielte Gallarate einen Vorteil und verwandelte sich in einen Ort mit Marktrecht. Diese Berufung hatte die Stadt schon in der Sforza-Zeit. Die Altstadt ist in elliptischer Form links vom Fluss Arno gebaut worden.
Im 16. bis 18. Jahrhundert stand Gallarate und das gesamte Herzogtum Mailand unter französischer und dann spanischer Herrschaft. Es wurde zu einer Lehensherrschaft, und einer Grafschaft mit dem Grandat von Spanien, die an mehrere Adelsfamilien weitergegeben wurde. Das blieb so bis zur Aufhebung des Feudalismus im Jahre 1797 (Familien: Bentivoglio, Caracciolo, Pallavicino, Altemps, Visconti und Castelbarco). Zwischen 1786 und 1787 war Gallarate die Hauptstadt einer der Provinzen der österreichischen Lombardei.
Nach der vorübergehenden Vereinigung der lombardischen Provinzen mit dem Königreich Sardinien wurde die Gemeinde Gallarate mit 5.279 Einwohnern, die von einem zwanzigköpfigen Gemeinderat und einem vierköpfigen Stadtrat verwaltet wurde, auf der Grundlage der durch das Gesetz vom 23. Oktober 1859 festgelegten Gebietsaufteilung in das Mandamento I di Gallarate, circondario IV di Gallarate, Provinz Mailand, eingegliedert. Bei der Gründung des Königreichs Italien im Jahr 1861 hatte die Gemeinde 6022 Einwohner (Volkszählung 1861). Nach dem Gemeindegesetz von 1865 wurde die Gemeinde von einem Bürgermeister, einem Rat und einem Ausschuss verwaltet. Im Jahr 1867 wurde die Gemeinde in denselben Bezirk, Kreis und dieselbe Provinz eingegliedert (Verwaltungsbezirk 1867). Im Jahr 1869 wurden die aufgelösten Gemeinden Arnate und Cedrate zur Gemeinde Gallarate zusammengefasst (Königlicher Erlass 4922 vom 24. Februar 1869).
Im Jahr 1923 wurden die aufgelösten Gemeinden Cajello und Crenna zur Gemeinde Gallarate zusammengefasst (R. D. n. 3168 vom 30. Dezember 1923). Im Jahr 1924 wurde die Gemeinde in den Bezirk Gallarate der Provinz Mailand eingegliedert. Nach der Gemeindereform von 1926 wurde die Gemeinde von einem Podestà verwaltet. Im Dezember 1926 beschloss die faschistische Regierung, die neue Provinz Varese zu gründen, und der Bezirk Gallarate, zu dem auch Gemeinden mit einer gewissen demographischen Bedeutung wie Busto Arsizio, Legnano, Saronno und Rho gehörten, wurde zwischen der neuen Provinz und der Provinz Mailand aufgeteilt. Im Jahr 1927 wurde die Gemeinde der Provinz Varese zugeschlagen. Nach der Gemeindereform von 1946 wurde die Gemeinde Gallarate von einem Bürgermeister, einer Junta und einem Rat verwaltet. Im Jahr 1971 hatte die Gemeinde Gallarate eine Fläche von 2097 Hektar.

## Bevölkerung
| Bevölkerungsentwicklung | Bevölkerungsentwicklung | Bevölkerungsentwicklung | Bevölkerungsentwicklung | Bevölkerungsentwicklung | Bevölkerungsentwicklung | Bevölkerungsentwicklung | Bevölkerungsentwicklung | Bevölkerungsentwicklung | Bevölkerungsentwicklung | Bevölkerungsentwicklung | Bevölkerungsentwicklung | Bevölkerungsentwicklung | Bevölkerungsentwicklung |
| ----------------------- | ----------------------- | ----------------------- | ----------------------- | ----------------------- | ----------------------- | ----------------------- | ----------------------- | ----------------------- | ----------------------- | ----------------------- | ----------------------- | ----------------------- | ----------------------- |
| Jahr                    | 1861                    | 1881                    | 1901                    | 1921                    | 1951                    | 1971                    | 1981                    | 1991                    | 2001                    | 2011                    | 2019                    | 2021                    |                         |
| Einwohner               | 9.658                   | 11.297                  | 15.398                  | 22.398                  | 29.728                  | 43.685                  | 47.259                  | 44.977                  | 46.361                  | 50.456                  | 53.534                  | 53.960                  |                         |

## Sehenswürdigkeiten
- Museo della Collegiata
- Museo della Società per gli Studi Patri

### Sakralbauten
- Kirche Sacro Cuore (1959) beim Istituto Aloisianum der Jesuiten
- romanische Kirche San Pietro (11. Jahrhundert)
- Basilika Santa Maria Assunta (1856)
- Kirche Sant’Antonio abate
- Wallfahrtskirche Madonna in Campagna
- Kirche San Zenone im Ortsteil Crenna
- Kirche Santi Nazaro e Celso im Ortsteil Arnate
- Kirche San Rocco
- Kirche San Francesco
- Kirche San Eusebio Vescovo im Ortsteil Cajello
- Kirche San Alessandro im Ortsteil Cascinetta
- Kirche San Paolo im Ortsteil Sciaré[2]
- Kirche Madonna della Speranza im Ortsteil Ronchi
- Kirche San Giorgio im Ortsteil Cedrate
- Kirche San Giuseppe Lavoratore
- Ehemaliges Kloster San Francesco (jetzt Museum).

## Bilder

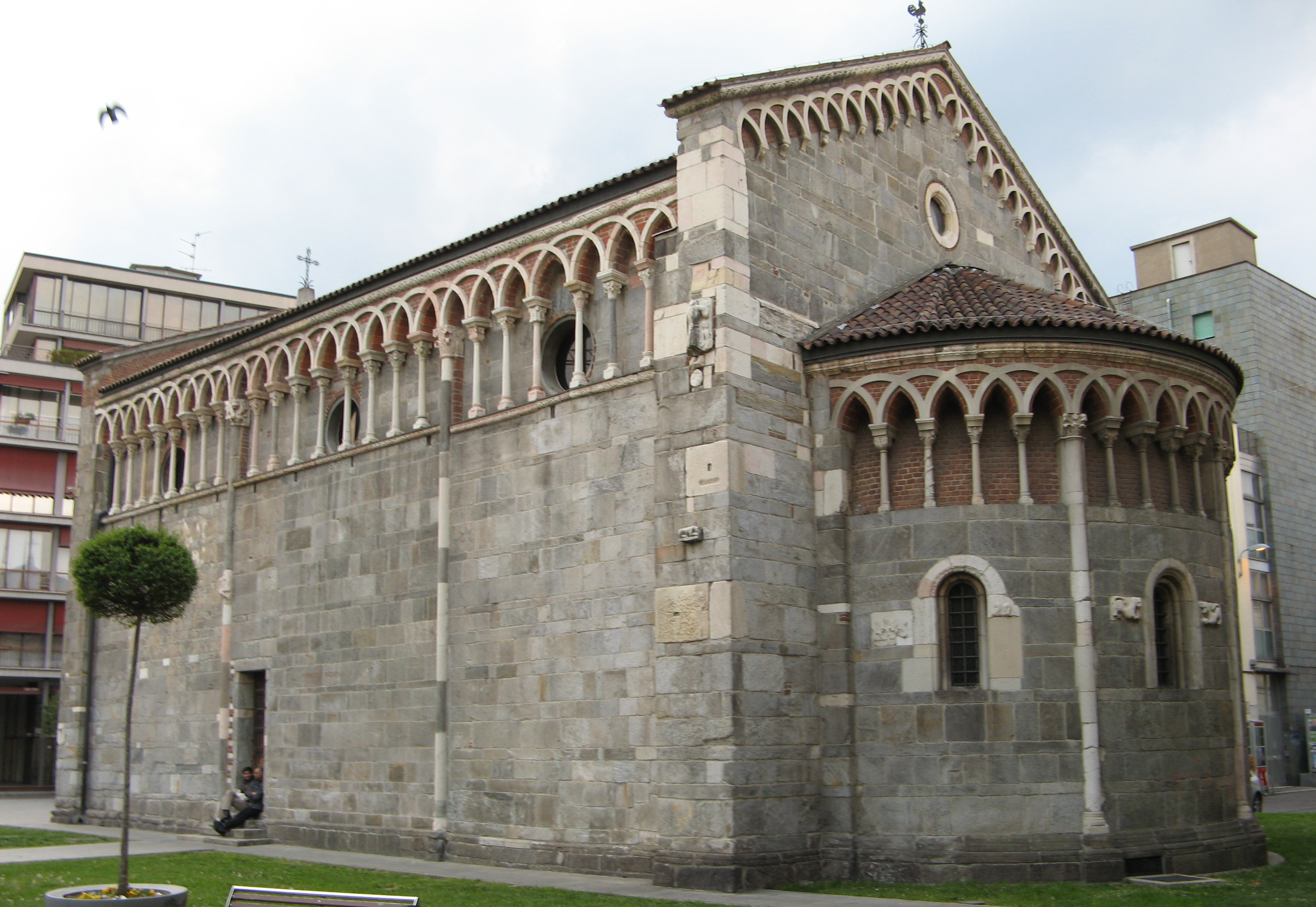
Kirche San Pietro
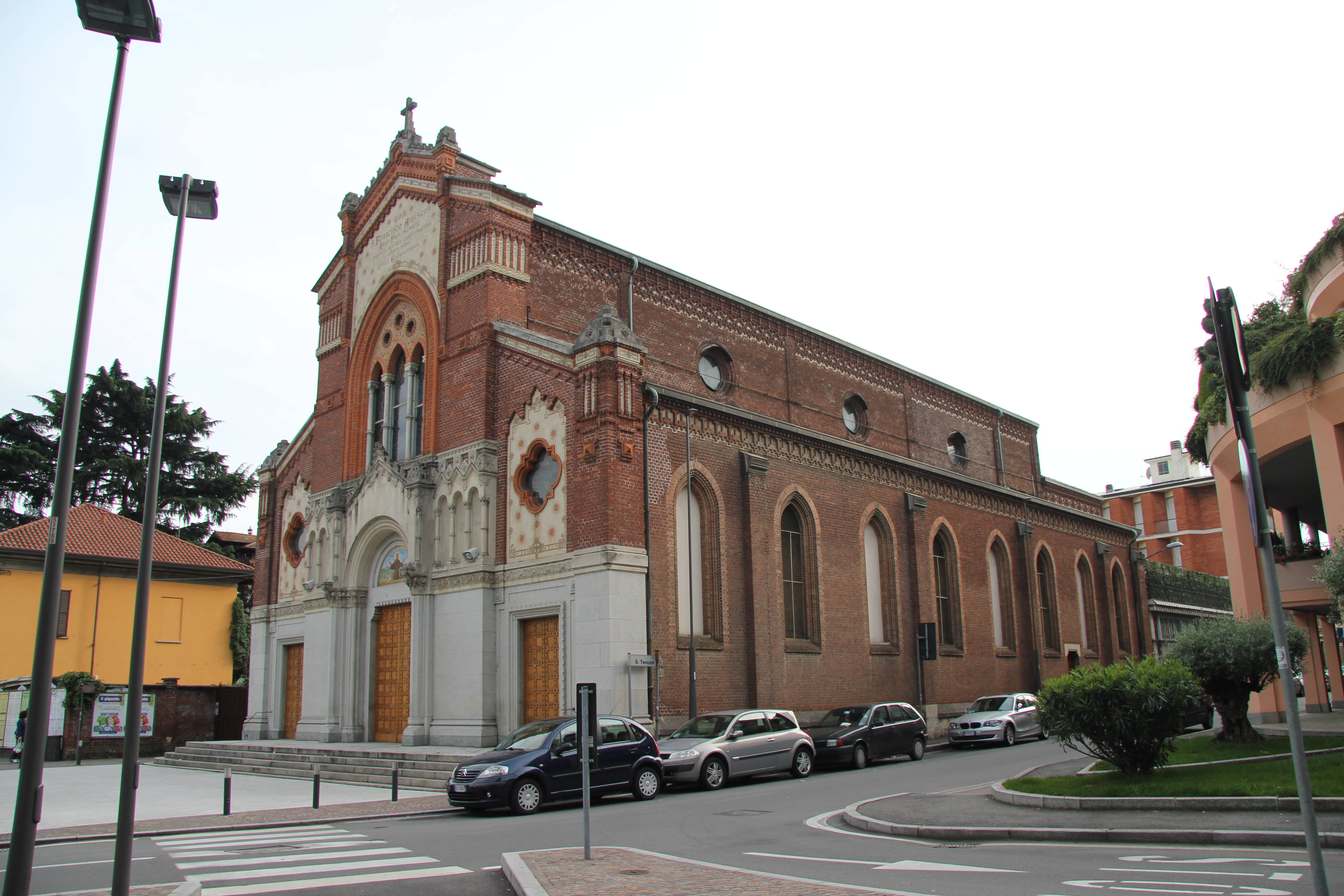
Kirche San Francesco
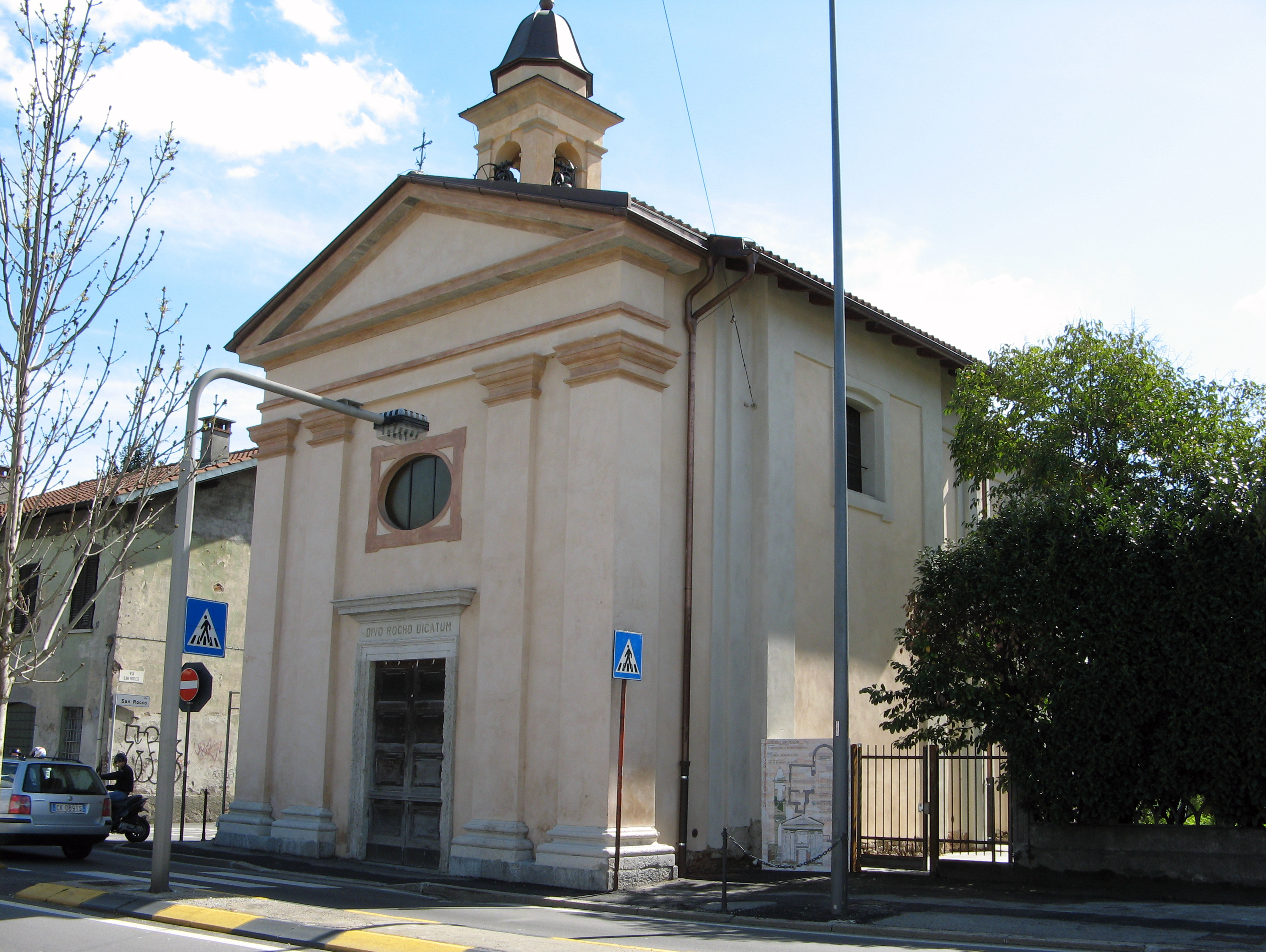
Kirche San Rocco
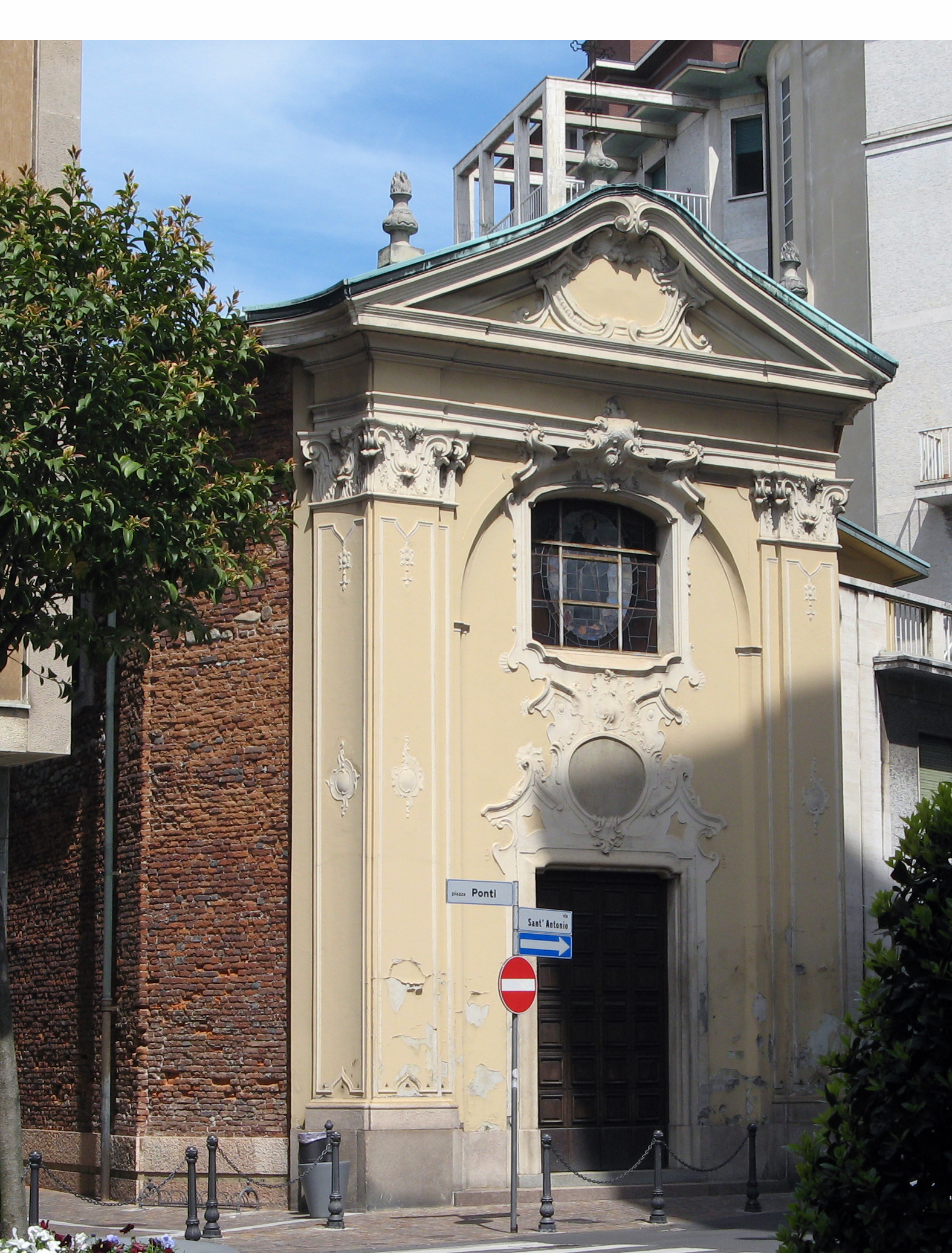
Kirche Sant’Antonio abate
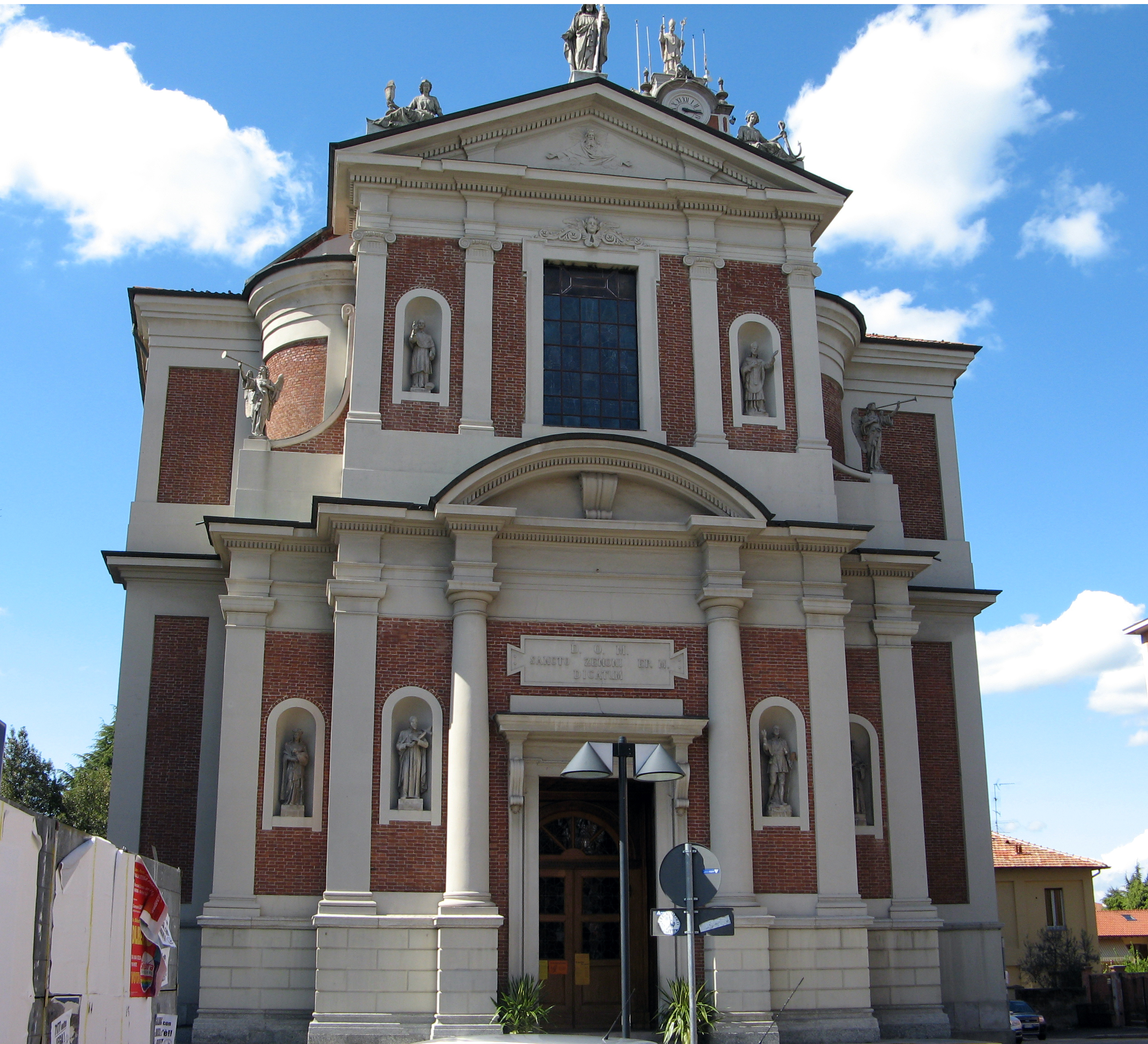
Kirche San Zenone

### Zivilbauten
- La Crocetta, erbaut 1694 von Cesare Visconti
- Resistenzas Denkmal des Bildhauers Arnaldo Pomodoro (1980)
- Denkmal der Gefallenen des Bildhauers Enrico Butti (1924)
- Museo Arte Gallarate oder Museo MA*GA[3]

### Naturparke
- Parco naturale lombardo della Valle del Ticino
- Parco della Cascina Monte Diviso im Ortsteil Cajello
- La Boschina im Ortsteil Crenna
- Parco dei Fontanili
- Parco Bassetti

## Persönlichkeiten
- Alberico Albricci (1864–1936), General
- Giuseppe Schiavini (1889–1974), Titularerzbischof, Weihbischof von Mailand
- Guido Malatesta (1919–1970), Filmregisseur und Drehbuchautor
- Amalia Ercoli-Finzi (* 1937), Luft- und Raumfahrtingenieurin
- Mario Delpini (* 1951), katholischer Geistlicher, Erzbischof von Mailand
- Marina Sciocchetti (* 1958), Vielseitigkeitsreiterin
- Michele Frangilli (* 1976), Bogenschütze
- Ivan Basso (* 1977), Radrennfahrer
- Mirko Tedeschi (* 1987), Radrennfahrer
- Andrea Micheletti (* 1991), Ruderer
- Alessandra Bassanese (* 1996), Handballspielerin
- Vittoria Fontana (* 2000), Sprinterin

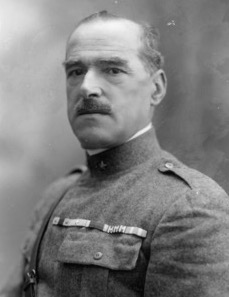
Alberico Albricci
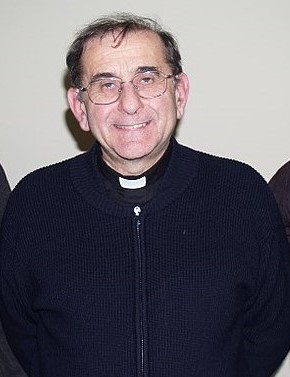
Mario Delpini
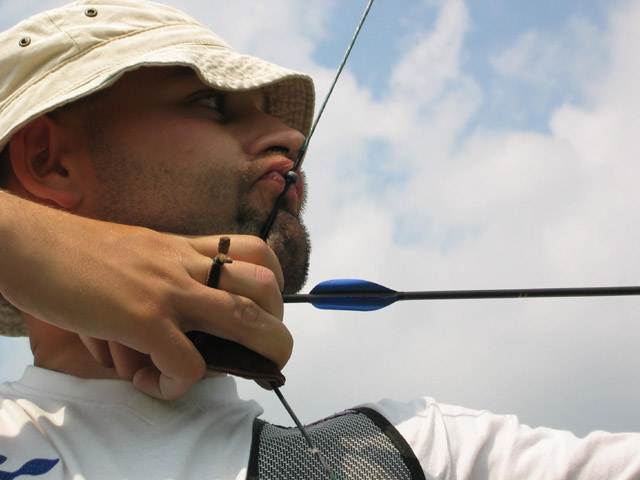
Michele Frangilli
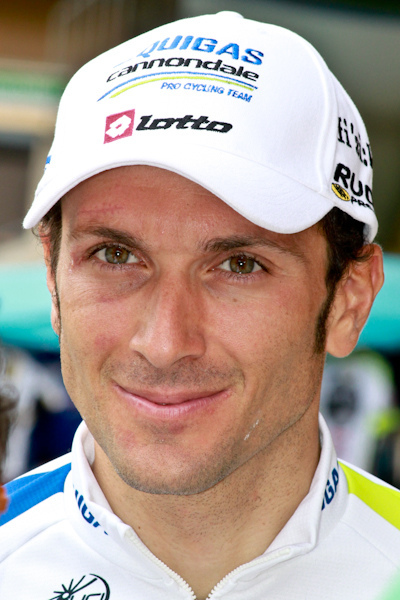
Ivan Basso
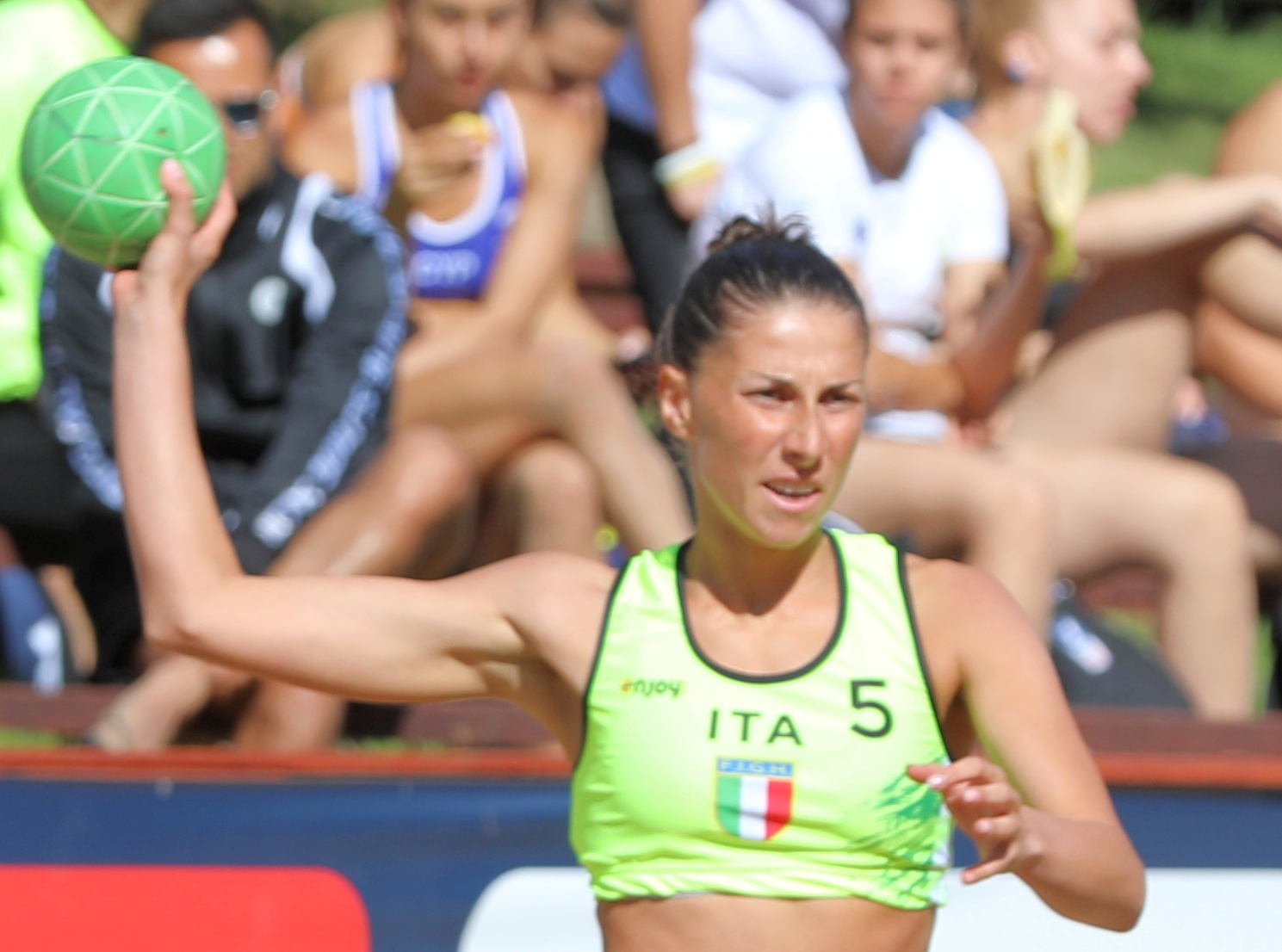
Alessandra Bassanese